# Jaź

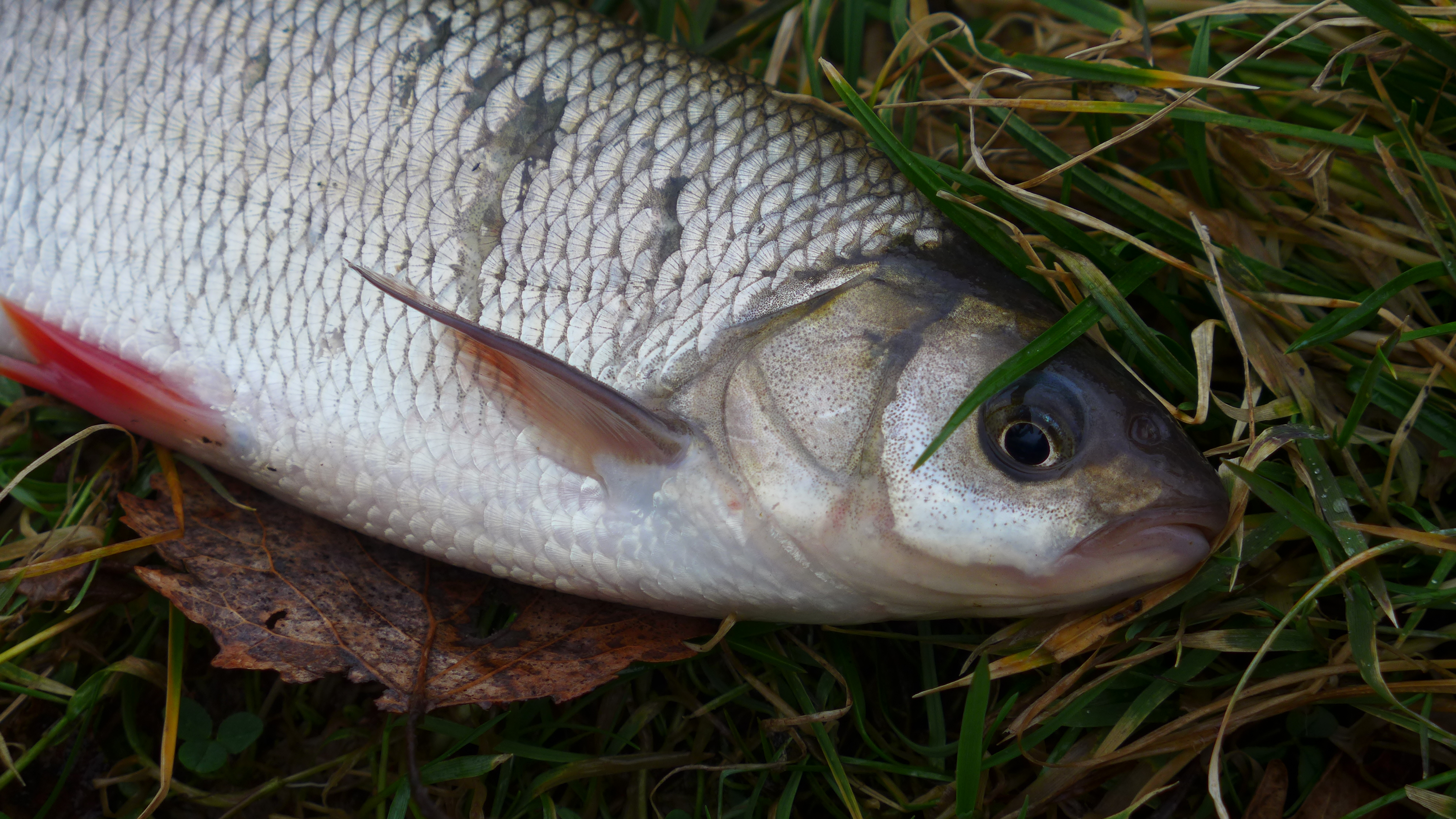
Jaź (Leuciscus idus)

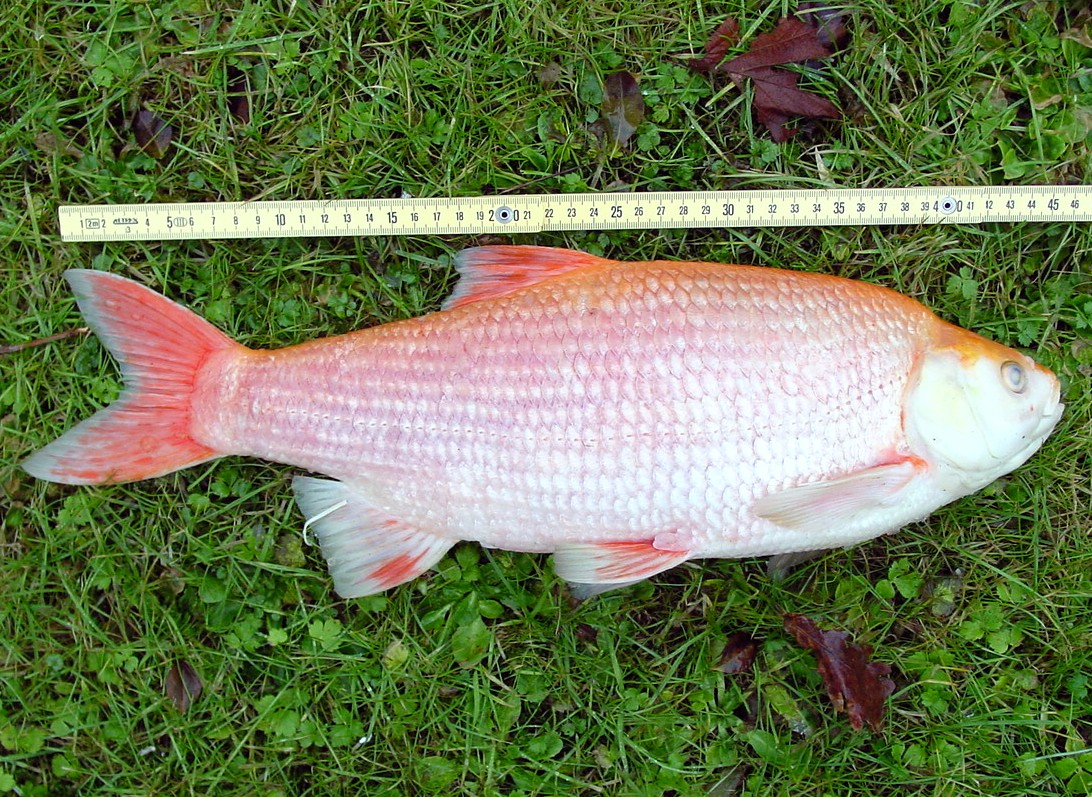
Złota orfa (jaź złoty)

Jaź (Leuciscus idus) – gatunek słodkowodnej ryby karpiokształtnej z rodziny karpiowatych (Cyprinidae).

## Występowanie
Europa na wschód od Renu i na północ od Alp, oraz Azja.
Występuje w wodach płynących, rzadziej stojących, oraz w słonawych wodach przy ujściach rzek. Żyje stadnie.

## Cechy morfologiczne
Osiąga 40–50 (maksymalnie 80) cm długości i 2 (maksymalnie 5) kg masy ciała. Ciało bocznie spłaszczone, lekko wygrzbiecone, pokryte małymi łuskami. Głowa mała, otwór gębowy w położeniu końcowym. Oczy duże. Grzbiet szaroniebieski lub ciemnozielony, boki srebrzyste, brzuch biały. Płetwy grzbietowa i ogonowa są szare, pozostałe żółtawe lub czerwonawe. Liczba łusek w linii nabocznej 55–61.

## Odżywianie
Żywi się owadami, mięczakami, skorupiakami a czasem także małymi rybami.

## Rozród
Dojrzewa płciowo w wieku 3–4 lat. Tarło odbywa wiosną (kwiecień – czerwiec), w tym czasie odbywa wędrówki w górę cieków. Trze się w miejscach o piaszczystym lub żwirowym podłożu, czasem silnie zarośniętych. Ikra jest przyklejana do podłoża lub roślinności. U samców występuje wysypka tarłowa. Jaź żyje 10–15 lat.

## Interakcje międzygatunkowe
Jest żywicielem ostatecznym przywr Phyllodistomum duplicatum, które zasiedlają jego cewkę moczową.

## Znaczenie gospodarcze
Gatunek poławiany gospodarczo i przez wędkarzy.
W stawach rybnych, sadzawkach parkowych i ogrodowych, jako ryba dekoracyjna hodowana jest ozdobna, złota odmiana jazia tzw. złota orfa lub złoty jaź (Leuciscus idus v. orpha). Jego ciało ma barwę pomarańczową lub czerwonawą, brzuch biały. Ma duże wymagania tlenowe, dużo wyższe niż złota rybka, dlatego trudno go hodować, a zwłaszcza rozmnażać.
Wędkarski wagowy rekord Polski: 5,10 kg, 82 cm (1973).

## Ochrona
| Wymiar ochronny | 25 cm             |
| Okres ochronny  | brak              |
| Limit połowowy  | 5 kg w ciągu doby |